# Gsteig bei Gstaad
Gsteig bei Gstaad (en francès Châtelet) és un municipi del cantó de Berna (Suïssa), cap del districte de Saanen.